# بلدوين الخامس
بلدوين الخامس هو بلدوين الخامس ابن ويليام مونتفيرات وسيبيلا ملكة أورشليم أخت بلدوين الرابع حكم مملكة بيت المقدس لمدة قصيرة (579 هـ – 582 هـ/1183-1186م) تحت وصاية خاله جوسلين.

## توليه للعرش
في (عام 579هـ/ 1183م) اشتد مرض بلدوين الرابع وطلب منه التنازل عن منصبه الملكي لكنه رفض ذلك وعين صهره غي دي لوزينيان وصيا على المملكة، ولكن غي دي لوزينيان برهن على عدم كفاءته وقدرته لذلك قرر بلدوين الرابع إلغاء ما عهد به إليه وأراد إرغامه على طلاق أخته وعين بلدوين الخامس ابن سيبيلا ملكا على القدس وكان دون الخامسة من عمره، وتمّ تتويجه في كنيسة القيامة، وعهد بلدوين الرابع إلى خاله جوسلين الثالث كونت الرها بشؤون رعاية الملك الطفل وعهد الملك بلدوين الرابع إلى كونت طرابلس ريموند الثالث برعاية المملكة وإدارتها .

## وفاته
وفي (عام 582 هـ/ 1186م) مات بلدوين الخامس في عكا ،بسبب قتله من قبل امه لاراحته من المرض. وبعد وفاته قام جوسلين بانقلاب ضد ريموند الثالث وأبعده إلى طبريا .